# Crepis canariensis
Crepis canariensis là một loài thực vật có hoa trong họ Cúc. Loài này được (Sch.Bip. ex Webb & Berthel.) Sch.Bip. mô tả khoa học đầu tiên năm 1939.